# Cremastra unguiculata
Cremastra unguiculata là một loài thực vật có hoa trong họ Lan. Loài này được (Finet) Finet mô tả khoa học đầu tiên năm 1897.